# Cassidy (film, 1917)
Pour les articles homonymes, voir Cassidy.
Pour plus de détails, voir Fiche technique et Distribution.
Cassidy est un film américain réalisé par Arthur Rosson, sorti en 1917.

## Synopsis
À San Francisco, Cassidy, un jeune vagabond tuberculeux, sent que sa mort est proche et cherche désespérément à retourner chez lui à New York. Il décide de cambrioler une maison pour trouver l'argent nécessaire, mais cette maison est celle du procureur Grant, qui le prend sur le fait. Après avoir entendu son histoire, Grant est si ému qu'il lui donne l'argent pour son voyage. Cette même nuit, la fille du procureur est kidnappée. Aidé par les conseils d'un ami barman, Cassidy réussit à la sauver et à la ramener chez elle. Mais, grièvement blessé, il meurt en arrivant à la gare. 

## Fiche technique
- Titre original : Cassidy
- Réalisation : Arthur Rosson
- Scénario : d'après la nouvelle "Cassidy" de Larry Evans
- Photographie : Roy F. Overbaugh
- Société de production : Triangle Film Corporation
- Société de distribution : Triangle Distributing Corporation
- Pays de production :  États-Unis
- Langue originale : anglais
- Format : Noir et blanc — 35 mm — 1,33:1 — Muet
- Genre : Film dramatique
- Durée : 50 minutes
- Date de sortie : 
  - États-Unis : 21 octobre 1917

## Distribution
- Richard Rosson : Cassidy
- Frank Currier : le procureur Grant
- Pauline Curley : la fille de Grant
- Mac Alexander : Garvice
- Eddie Sturgis : "The Bull"
- John O'Connor : le barman
- Jack Snyder